# Cona (Veneto)
Cona is een gemeente in de Italiaanse provincie Venetië (regio Veneto) en telt 3073 inwoners (31-12-2013). De oppervlakte bedraagt 64,7 km², de bevolkingsdichtheid is 47 inwoners per km².

## Demografie
Cona telt ongeveer 1177 huishoudens. Het aantal inwoners daalde in de periode 1991-2001 met 3,1% volgens cijfers uit de tienjaarlijkse volkstellingen van ISTAT.
| Jaar | Inwoneraantal |
| ---- | ------------- |
| 1991 | 3358          |
| 2001 | 3253          |

## Geografie
Cona grenst aan de volgende gemeenten: Agna (PD), Cavarzere, Chioggia, Correzzola (PD).
Annone Veneto · Campagna Lupia · Campolongo Maggiore · Camponogara · Caorle · Cavallino-Treporti · Ceggia · Chioggia · Cinto Caomaggiore · Cona · Concordia Sagittaria · Dolo · Eraclea · Fiesso d'Artico · Fossalta di Piave · Fossalta di Portogruaro · Fossò · Gruaro · Jesolo · Marcon · Martellago · Meolo · Mira · Mirano · Musile di Piave · Noale · Noventa di Piave · Pianiga · Portogruaro · Pramaggiore · Quarto d'Altino · Salzano · San Donà di Piave · San Michele al Tagliamento · Santa Maria di Sala · Santo Stino di Livenza · Scorzè · Spinea · Stra · Teglio Veneto · Torre di Mosto · Venetië · Vigonovo
1. ↑  https://demo.istat.it/?l=it.